# Prométhée
Pour les articles homonymes, voir Prométhée (homonymie).
Dans la mythologie grecque, Prométhée (en grec ancien Προμηθεύς / Promētheús, « le Prévoyant ») est un Titan.
Figure héritée du « transmetteur du feu », Prométhée est surtout connu pour avoir dérobé le feu sacré de l'Olympe pour en faire don aux humains. Courroucé par cet acte déloyal, Zeus le condamne à être attaché à un rocher sur le mont Caucase, son foie dévoré par l'Aigle du Caucase chaque jour, et repoussant la nuit. Plusieurs éléments de sa légende tels que son châtiment semblent avoir été empruntés par les Grecs aux légendes du Caucase.
Il apparaît pour la première fois au VIIe siècle av. J.-C. dans un poème d'Hésiode, la Théogonie, puis au Ve siècle av. J.-C. dans la pièce, Prométhée enchaîné, d'Eschyle.

## Étymologie

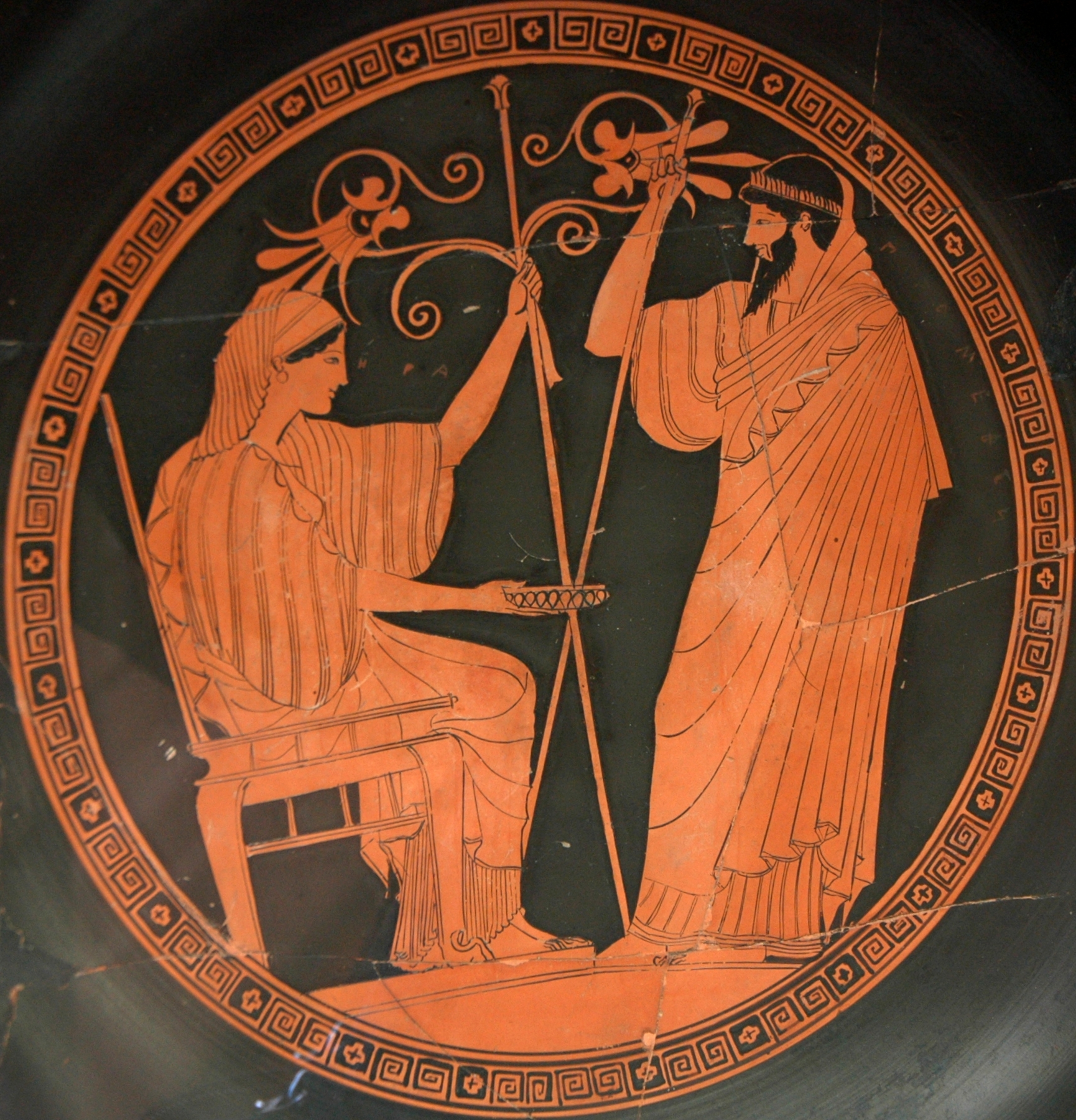
Héra et Prométhée, intérieur de coupe de Douris, début du, Cabinet des médailles de la Bibliothèque nationale de France.

La signification du théonyme Promêtheús est débattue. Son nom Προμηθεύς / Promētheús s'interprète habituellement comme un doublet en -εύς (-eús) de l'adjectif προμηθής (promēthḗs), « prévoyant », ce en quoi il s'oppose à l'étourdi Épiméthée, celui « qui réfléchit après coup ».
Néanmoins, ce nom demeure assez paradoxal pour un personnage qui par ses ruses imprudentes provoque une brouille entre Zeus et les hommes, ce qui lui vaut un châtiment exemplaire. Or, cet adjectif promêthês n'a aucune filiation. De là vient l'idée qu'il ait pu être formé par dérivation inverse sur le nom de Prométhée. Il a ainsi été rapproché du nom propre vieil-indien Videgha Māthavá, nom d'un roi des (Kosala-)Videhas, peuple de l'est de l'Inde védique. Sa légende se rapporte à la progression des Indo-Aryens vers l'est. Cette progression se fait grâce au feu « civilisateur » assurant le défrichement des terres incultes, étendant le culte brahmanique (ouvrant un espace au sacrifice) et par là rejoint le mythe de Prométhée. Par cette analogie, Jean Haudry après d'autres linguistes propose de réinterpréter le nom de Prométhée à partir du verbe grec pro-ma(n)th- proche pour le sens du vieil-indien promáthi « prévoyance, providence » qui apparaît assez souvent dans les hymnes védiques à Agni, dieu du feu sacrificiel et du foyer. La liaison pro-men- attestée au sens d'« inventer, produire » en védique et en baltique ne s'est probablement conservée en grec qu'au sens de « prévoir ».
Il a également été théorisé que son nom dérive de la racine proto-indo-européenne qui a produit le nom védique pra math, « voler », d'où pramathyu-s, « voleur », apparenté à Prométhée, le voleur de feu. Le mythe védique du vol du feu par Mātariśvan, l'un des surnoms d'Agni, est, en effet, analogue au récit grec. Pramantha est l'outil utilisé pour créer le feu, soit la friction de deux morceaux de bois par giration. La suggestion que Prométhée est à l'origine « l'inventeur humain des bâtons de feu, à partir duquel le feu est allumé », remonte à Diodore de Sicile au premier siècle av. J.-C.. Hésychios indique que Prométhée s'est appelé Ithás ou Íthax, des formes apparentées à aíthein : « faire brûler ».
Pour Charles de Lamberterie, « l'analyse formelle de la base grecque μāθ- fait difficulté de toute manière, qu'on la rattache à μαθ- (racine verbale math « dérober, ravir ») ou à skr. math*i- (racine set «prévoyance, prévoir»),. Selon Girard, « ce fameux nom se laisse enfin aisément et, directement décomposer : Προ-μή-θεὺς: Pro (Pour) mή (non) theùs (dieux). Prométheus est celui qui « Défend les non-divins », simplement. » (Girard 2023, p. 30 note 1).

## Origine et genèse du personnage

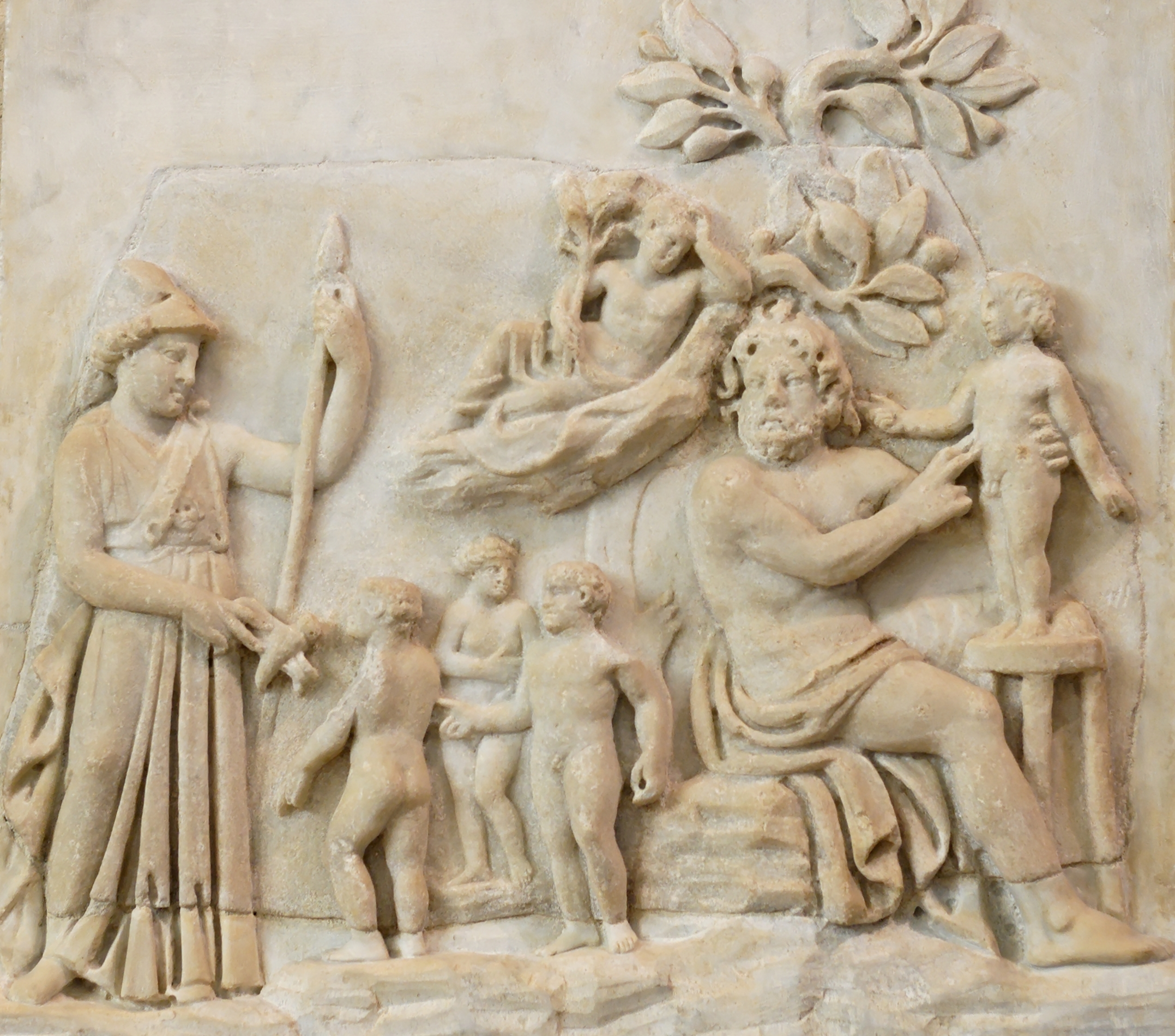
Création de l'homme par Prométhée (Athéna se tient à gauche), bas-relief en marbre, Italie, III, musée du Louvre.

Prométhée est un « transmetteur du feu », qui peut l'avoir volé, une figure universelle antérieure à la période commune des Indo-Européens. Son mythe reflète également la notion universelle de l'ambiguïté du feu « dangereux ami », centrale chez Prométhée à la fois prévoyant et imprudent, utile et dangereux, ambigu et paradoxal, comme le dieu nordique Loki.
Il véhicule aussi les notions indo-européennes de feu civilisateur et de feu du culte, qui se retrouvent dans la légende de Māthavá et dans l'idée que Prométhée est à l'origine de tous les arts et de toutes les techniques. Par ailleurs, le feu divin indo-européen est « ami des hommes » dont il peut se rapprocher en se détournant des dieux, car il est par nature transfuge. Cette figure dont le nom *māthew- était ancien est rentrée en contact avec un demi-dieu caucasien à une époque où les Grecs étaient en contacts étroits avec certaines populations caucasiennes. Ces contacts auraient abouti à la légende géorgienne d'Amirani, à la légende arménienne d'Artawazd et à la légende grecque du châtiment de Prométhée, châtiment peu compréhensible pour un feu divin civilisateur, mais beaucoup plus pour un voleur de feu qui défie le dieu suprême. Les contacts avec le Caucase sont également à la base du mythe de Pandore, fondée sur l'idée reprise par Hésiode que la femme est à l'origine des maux de l'homme. Néanmoins, sa création comme celle du premier homme à partir de la terre glaise est d'origine mésopotamienne.

## Légendes
Prométhée est un Titan, fils cadet de Japet et de Thémis ou Clymène selon Hésiode et frère d'Atlas, Ménétios et Épiméthée. Il est aussi le père de Deucalion, conçu avec Pronoia (ou Clymène).

### Le vol du feu
Après la victoire des nouveaux dieux dirigés par Zeus sur les Titans, Prométhée se rend sur le char du Soleil avec une torche, dissimule un tison dans une tige creuse de férule commune et donne le « feu sacré » à l'espèce humaine. Le poète Hésiode explique dans sa Théogonie que Prométhée déroba le feu aux dieux grâce à une tige de férule, allusion à ses propriétés combustibles. Dans d'autres variantes, il l'aurait volé à Héphaïstos (Eschyle, Prométhée enchaîné, 7) ou encore à la « roue du Soleil » (Servius, Ad Ecl., 6,42). Par ce fait, il ne fait que récupérer le feu qui a été perdu par sa faute.

### Prométhée, «providence des hommes»
Il enseigne aux humains la métallurgie et d'autres arts, eux-mêmes enseignés à Prométhée par Athéna qui était complice puisqu'elle l'aida à entrer secrètement dans l'Olympe.

L'amitié du Feu divin pour les hommes est une donnée traditionnelle. Mais, c'est un dangereux ami car le feu est imprévisible. Prométhée est dit « bon » et « bienveillant ». La bienveillance qu'il réserve aux hommes est l'envers de sa malveillance secrète à l'égard de Zeus. Jean-Pierre Vernant précise : « le feu est un dólos, une ruse trompeuse, un piège, dirigé au départ contre Zeus lequel s'y laisse prendre mais qui se retourne le cas échéant contre les hommes »

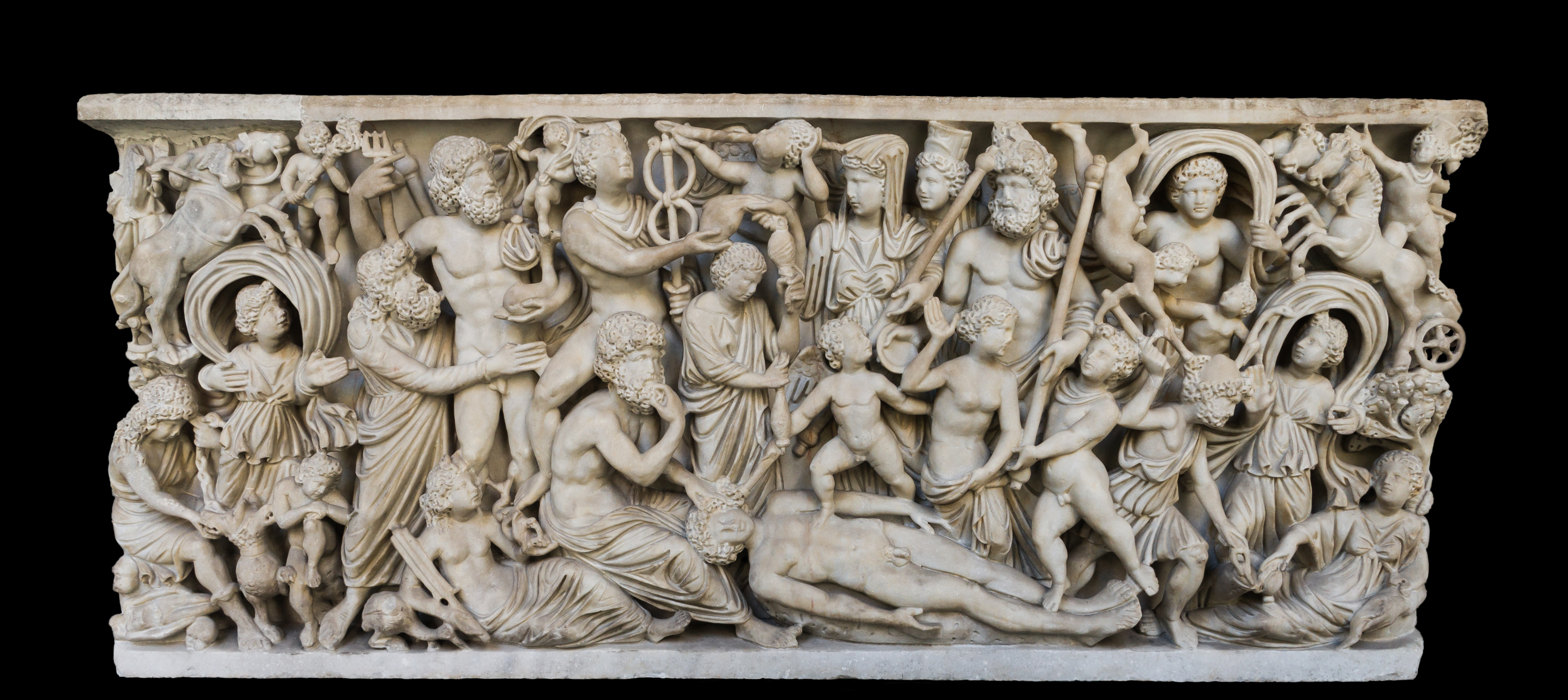
Tous les dieux et déesses sont autour de Prométhée, assis à la tête de l'homme qu'il vient de créer. Sarcophage romain du IVe siècle, Musée archéologique national de Naples.

Découvrant sa ruse, Zeus le punit, non pour avoir donné le savoir aux hommes, mais pour avoir volé les dieux : en effet, la tâche confiée à Prométhée était de donner un souffle de vie à chaque créature, celle de son frère de les armer (griffes, défenses, crocs, etc.) afin qu'elles puissent se défendre. Épiméthée ayant failli, le don du feu corrigeait la faiblesse humaine, et était justifié.

### Prométhée, créateur de l'humanité

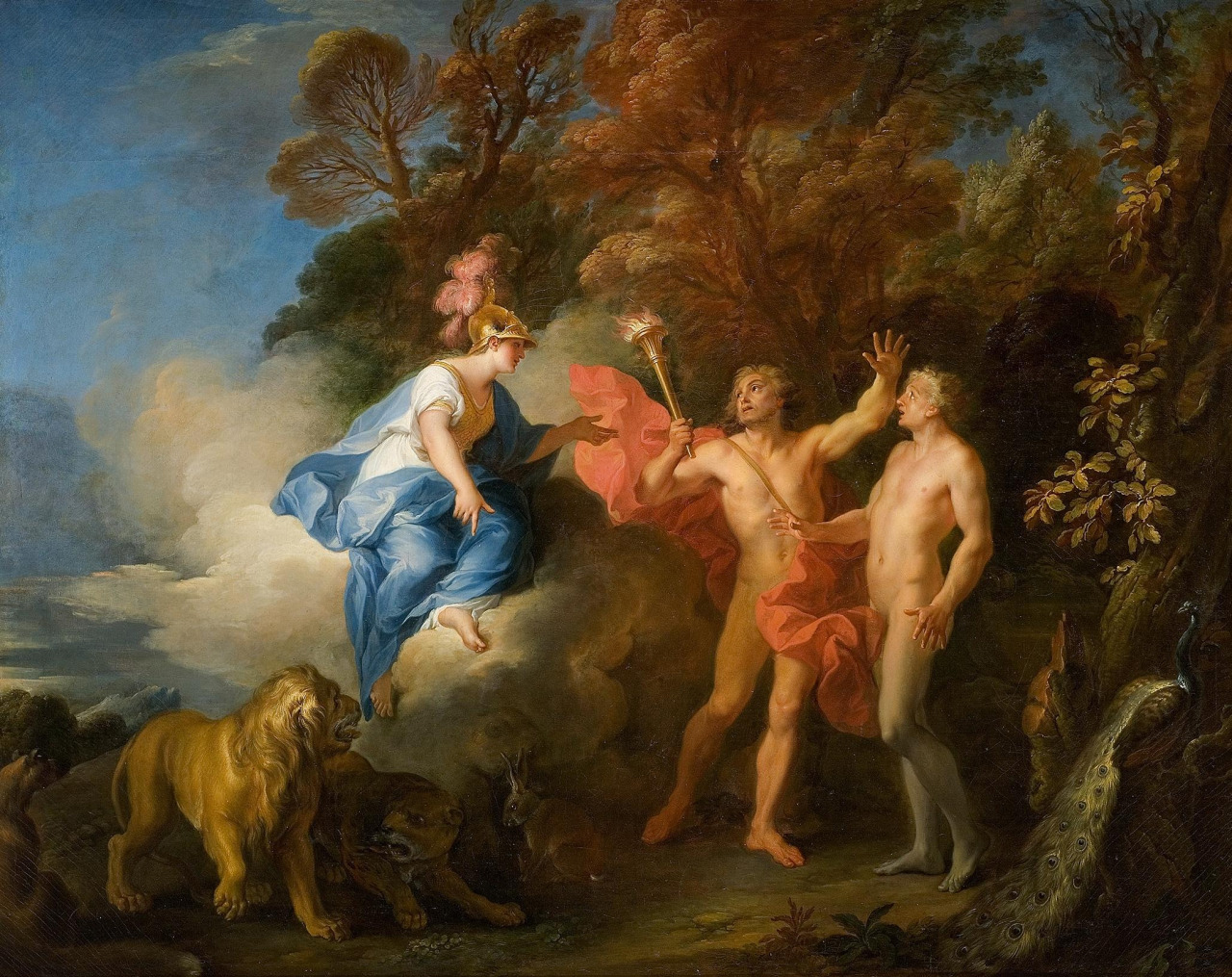
La Formation de l'Homme par Prométhée avec l'aide de Minerve, par Louis de Silvestre (1702). Huile sur toile, musée Fabre, Montpellier.

D’après le pseudo-Apollodore, Prométhée aurait créé les hommes à partir d'eau et de terre. Pausanias place la scène à Panopée, en Phocide : Athéna, née en jaillissant de la tête de Zeus, introduit le souffle de la vie dans ces corps d'argile. Suivant les versions : Épiméthée, le sot, ne sachant que faire pour les hommes, appelle à l'aide son frère qui imagine un plan pour favoriser l'humanité. Prométhée fait en sorte que l'Homme puisse tenir debout sur ses deux jambes, il lui donne un corps plus grand, distingué et proche de celui des dieux. Mais l'homme était encore trop faible pour se défendre correctement face aux autres créatures terrestres.
Cet épisode de la création de l'Homme à partir de la terre glaise est emprunté, a-t-on avancé, aux légendes proche-orientales. Néanmoins, la signification de cet acte diffère : à Sumer, l'homme est créé à la demande des dieux pour les servir ; dans le mythe grec, c'est comme concurrent et presque en rival que l'homme s'oppose aux dieux.

### Prométhée, feu sacrificateur
Dans la version d’Hésiode, pour clore cette dispute à propos du feu entre les dieux et les hommes, Prométhée organise à Méconé le sacrifice d'un bœuf, partagé en deux parties inégales. Dans l'une, sous un aspect appétissant, il met la graisse et les os, et dans l'autre, moins bien agencée en apparence, les meilleurs morceaux. Ayant machiné ce partage frauduleux, il invite Zeus à choisir la part qui lui plaît le plus. Zeus choisit la première part, ce qui augmente sa colère et sa rancune. Cet épisode est communément appelé « le partage de Méconé ». C'est de ce temps que les hommes laissent aux dieux la graisse et les os lors des sacrifices. Ce partage a abouti à fixer le régime alimentaire qui différencie les hommes et les dieux. En réservant aux hommes la chair du bœuf, Prométhée condamnait l'espèce humaine au besoin vital de manger de la viande et d'être ainsi astreinte à une vie brève, tandis que les dieux immortels se satisfont d'odeurs, de parfums, du nectar et de l'ambroisie. Après ce partage sacrificiel, Zeus veut punir Prométhée de l'avoir trompé : il interdit aux hommes l'usage du feu pour cuire les viandes et se nourrir, et Prométhée va à nouveau le dérober afin de le leur restituer, ce qui entraîna une nouvelle vengeance de Zeus, qui envoya aux hommes une « belle calamité », Pandore.
Contrairement aux dieux de l'Inde brahmanique, les dieux grecs ne sacrifient pas, mais Prométhée en tant qu'ancien Feu sacrificateur institue le premier sacrifice. Ce faisant, il dupe Zeus tout comme Loki trompe les autres dieux dans la mythologie nordique. L'épisode reprend le motif traditionnel du Feu divin trompeur.

### Le châtiment

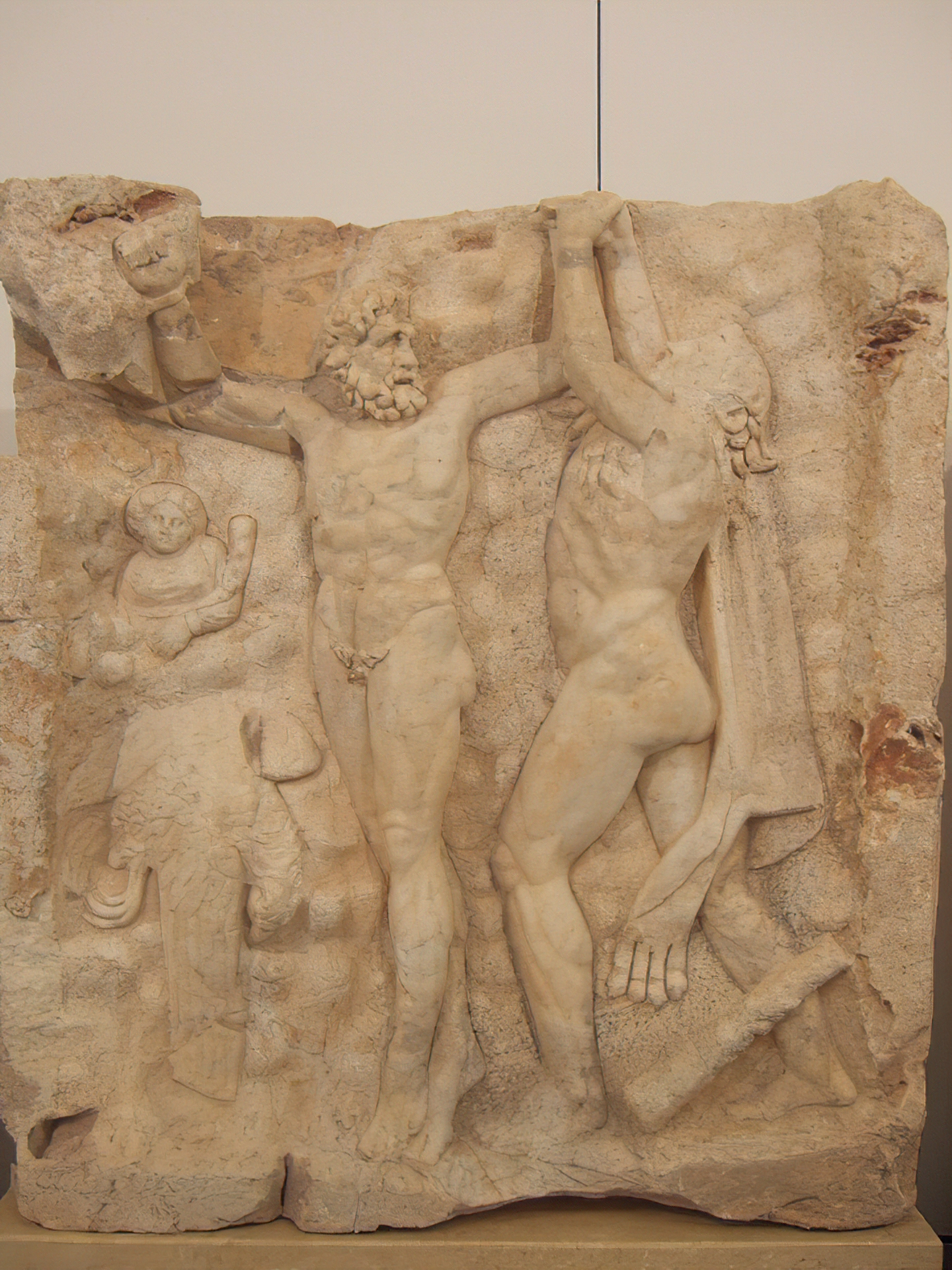
Héraclès libérant Prométhée - Relief du Temple d'Aphrodite. Aphrodisias (Musée). Environ 40-60 après J.C

Provoqué trop de fois par l'insolent Prométhée, Zeus décide de se venger sur ses protégés, les hommes. Il demande à son fils Héphaïstos de modeler la première femme, Prométhée n'ayant créé que des hommes. Chaque dieu et déesse offre une qualité à la créature : Athéna lui offre de beaux vêtements, Aphrodite la grâce et la beauté, les Moires des colliers... et Hermès la curiosité, sur ordre de Zeus. Puis, le roi des dieux nomme la femme Pandore, ce qui signifie « cadeau de tous » (sous-entendu : de tous les dieux), et charge Hermès de l'offrir à Épiméthée. Celui-ci hésite, car son frère lui a ordonné de n'accepter aucun cadeau qui vienne des dieux. Mais celui-ci est subjugué devant la beauté de Pandore, et accepte.
Pour avoir défié Zeus et son ordre, Prométhée est enchaîné à un rocher ou à une montagne (en fonction des versions) avec des chaînes forgées par Héphaistos. Pour le punir de son affection pour les humains à la durée de vie limitée, son foie est dévoré chaque jour par un aigle. L'organe repoussant chaque nuit, le titan Prométhée, immortel par nature subit le supplice renouvelé chaque jour.
Héraclès délivre Prométhée au cours de ses douze travaux, mais pour ne pas déroger au serment de Zeus qui avait juré que le Titan resterait à jamais enchaîné au Caucase, Prométhée dut porter durant toute sa vie une bague de fer provenant de ses chaînes, accolée à un morceau de pierre du Caucase. D’autre part, lorsque Zeus déclare vouloir anéantir l’espèce humaine dans un déluge, il épargne finalement Deucalion, fils de Prométhée, et sa femme Pyrrha. Prométhée devient immortel grâce au centaure Chiron : celui-ci, blessé accidentellement par les flèches empoisonnées d’Héraclès, ne supportant plus la souffrance mais ne pouvant ni guérir ni mourir, demande la mort aux dieux. Zeus la lui accorde après que Chiron a légué son immortalité à Prométhée, car Zeus est alors reconnaissant envers Prométhée de lui avoir prédit que, s’il avait épousé la Néréide Thétis, le fils qu’ils auraient eu ensemble aurait été plus puissant que lui et l'aurait détrôné. 
Le châtiment de Prométhée a peu de chances d'être un motif hérité. Dès l'Antiquité, cet épisode de la légende a été lié au Caucase. Georges Charachidzé a mis en évidence les liens étroits qui existent entre les récits grecs et géorgiens montrant comment les deux légendes se sont interpénétrées et peut-être se sont élaborées conjointement. Ces concordances s'étendent jusqu'au détail de certaines expressions comme l'aigle désigné par Eschyle comme un « chien volant » qui fait le pendant du chien ailé du héros géorgien Amirani.

## Culte
Les Promethia sont une course aux flambeaux qui oppose les équipes de plusieurs tribus athéniennes. La course partait de l'autel de Prométhée à l'Académie et passait par le Céramique, quartier des potiers, qu'il patronne. Les chercheurs s'accordent à voir dans ce culte un rite de renouvellement annuel du feu, initialement celui du four des potiers.

## Sources et interprétations anciennes

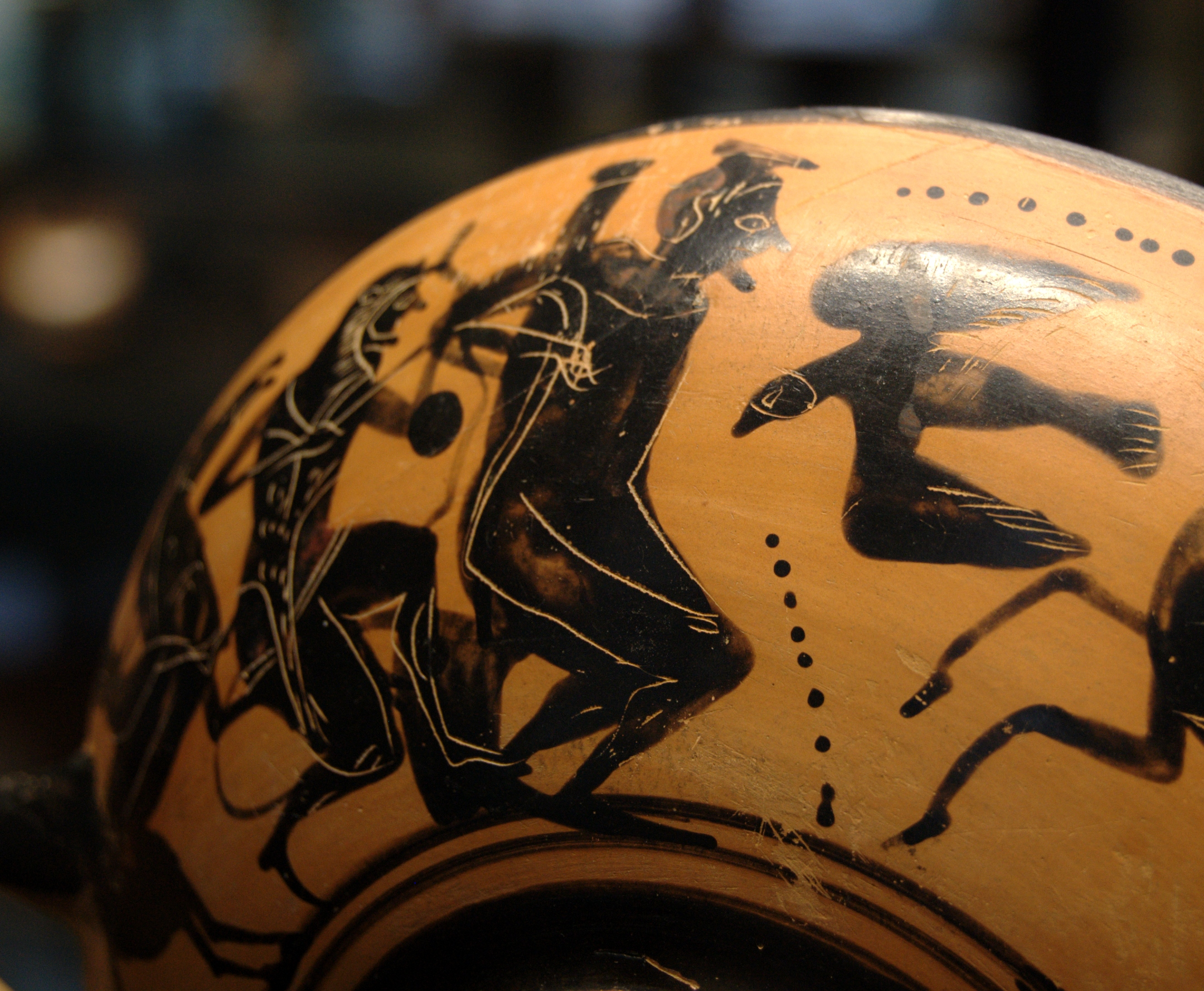
Héraclès libérant Prométhée de son tourment par l'aigle (coupe attique à figures noires, env. 500).

La légende de Prométhée nous est connue par deux sources littéraires principales : la Théogonie d'Hésiode et le Prométhée enchaîné, d'Eschyle. Si les deux auteurs s'accordent sur les éléments essentiels de la légende, ils divergent quant à son interprétation. Dans la succession des générations divines ou la doctrine des âges du monde que présente Hésiode, Prométhée par ses agissements imprudents vaut aux hommes les maux qui les affligent aujourd'hui, à commencer par la femme, ce en quoi le poète se fait l'écho d'une conception étrangère.
Eschyle a contrario dans une optique beaucoup plus positive et progressiste voit dans Prométhée un héros civilisateur qui fait passer les hommes de la sauvagerie à la civilisation. Prométhée devient chez lui un personnage typique des transformations du monde indo-européen ancien avec l'âge des métaux et l'apparition des héros « contempteurs des dieux ». Le Prométhée d'Eschyle parle comme ces héros : « Franchement, je hais les dieux » (Eschyle, v. 975). Une alliance s'établit ainsi entre le héros civilisateur et les hommes contre les dieux. Néanmoins, il est probable que, dans Prométhée délivré, le Titan se réconciliait avec Zeus rétablissant ainsi l'ordre des choses. Dans sa tragédie, Eschyle fait également du Titan le gardien du secret selon lequel Thétis serait destinée à enfanter un fils plus puissant que son père. Or Zeus convoite Thétis. Cela permet à Prométhée de braver Zeus, qui envoie Hermès lui soutirer ce secret. Prométhée refuse et Hermès lui annonce sa punition : la foudre de Zeus l'ensevelira sous les roches effondrées et son aigle viendra lui ronger le foie pour le faire céder.

## Philosophie
Le mythe de Prométhée est admis comme métaphore de l'apport de la connaissance aux hommes. C'est un des mythes récurrents dans le monde indo-européen (mais on le retrouve également chez d'autres peuples : la domestication du feu a amené les mythes correspondants). Il rapporte comment ce messager divin ose se rebeller, pour voler (contre l'avis des dieux) le Feu sacré de l'Olympe (invention divine symbole de la connaissance) afin de l'offrir aux humains et leur permettre de s'instruire. Il est aussi évocateur de l'hybris, la folle tentation de l'Homme de se mesurer aux dieux et ainsi de s'élever au-dessus de sa condition.

### Philosophie antique
Selon certaines versions grecques ou latines, Prométhée est puni de son audace et enchaîné sur un rocher (ou crucifié selon d'autres). On trouve la trace de ce mythe chez de nombreux auteurs qui en font des extrapolations diverses.

#### Le Prométhée platonicien
Selon Protagoras de Céos, dans le Protagoras de Platon, Prométhée entend compenser l'erreur de son frère Épiméthée qui avait donné aux animaux, au détriment de la race humaine, les dons les plus importants : force, rapidité, courage et ruse ; poil, ailes ou coquille, et ainsi de suite. Pour le premier argument, le sophiste a recours à la mythologie grecque, en contant la légende de Prométhée et de son frère Épiméthée. Chargé par les dieux, à la création du monde, de distribuer les qualités et les dons physiques parmi les êtres vivants, Epiméthée oublia de pourvoir convenablement l’homme, resté nu et sans défense. Prométhée, pour réparer l’erreur de son frère, alla voler les secrets du feu et des arts à Héphaïstos et Athéna. Pour éviter que les hommes, détenteurs de ces nouveaux pouvoirs, en viennent à s’entre-tuer, Zeus leur accorda aussi à tous les sentiments de la pudeur et de la justice, fondateurs de la conscience politique et de la vie en communauté. C’est la raison pour laquelle chaque homme a en lui la notion de la politique et peut facilement exprimer une opinion à ce sujet.

#### Le Prométhée des cyniques
D’après Dion de Pruse dans le VIe Discours, qui rapporte les propos de Diogène de Sinope, Prométhée est puni pour avoir dérobé le feu, parce qu'il était principe de mollesse et sensualité, et sera source de plaisirs plutôt que de servir le courage et la justice. Selon Diogène, Prométhée est un sophiste, l'aigle qui lui dévore le foie est l'opinion populaire, et c'est en vaniteux qu'il en est victime. Dans le VIIIe Discours, Héraclès le délivre des Enfers parce qu'il le prend en pitié, et il le délivre en même temps de sa vanité et de son ambition désordonnée.

#### Théophraste
Les théophrastéens faisaient de Prométhée le premier philosophe, ce qui est simplement une application du littéralisme péripatéticien à une remarque de Platon,,. Théophraste dit que Prométhée, devenu sage, communiqua d'abord aux hommes la philosophie, d'où vint la fable qu'il leur avait donné le feu.

#### Zosime
Pour l'alchimiste Zosime de Panopolis (vers 300 de notre ère), qui prétend refléter l'intention d'Hésiode, Prométhée est lié dans l'homme représenté par son frère Épiméthée, comme l'esprit ou l'intellect est lié dans le corps,. On retrouvera cette interprétation chez les alchimistes postérieurs, p. ex. Michael Maier (vers 1600), qui s'adresse à ses lecteurs en ces termes: « Vous qui véhiculez dans votre cœur l'étincelle de la lumière de Prométhée » ; ou Thomas Vaughan (vers 1650), selon qui « l'homme intellectuel […] lié par le même lien » « est signifié dans cette fable poétique de Prométhée ».

### Philosophie classique et moderne
Pour Hobbes, les souffrances de Prométhée, condamné à avoir le foie dévoré chaque jour, symbolisent les craintes et autres douleurs qu'inspirent à l'humanité les inquiétudes de l'avenir.
Gaston Bachelard utilise une référence à Prométhée pour inventer le concept de « complexe de Prométhée », qu'il définit comme « toutes les tendances qui nous poussent à savoir autant que nos pères, plus que nos pères, autant que nos maîtres, plus que nos maîtres ». Selon ses termes, « le complexe de Prométhée est le complexe d'Œdipe de la vie intellectuelle ». Günther Anders, philosophe de la technique, forge le concept de « honte prométhéenne » exprimant ainsi la honte qu’éprouve l’homme vis-à-vis de sa finitude au regard de la perfection des machines. Le philosophe Hans Jonas fait référence au mythe de Prométhée dans le Principe responsabilité (1979), pour faire allusion aux risques inconsidérés liés aux conséquences de certains comportements humains et de certains choix techniques, par rapport à l'équilibre écologique, social, et économique de la planète. Cette idée est reprise par Sylvie Mullie-Chatard, qui assimile le mythe du progrès technique au mythe de Prométhée, ce qui est une réduction toute moderne.

## Présence dans la culture moderne

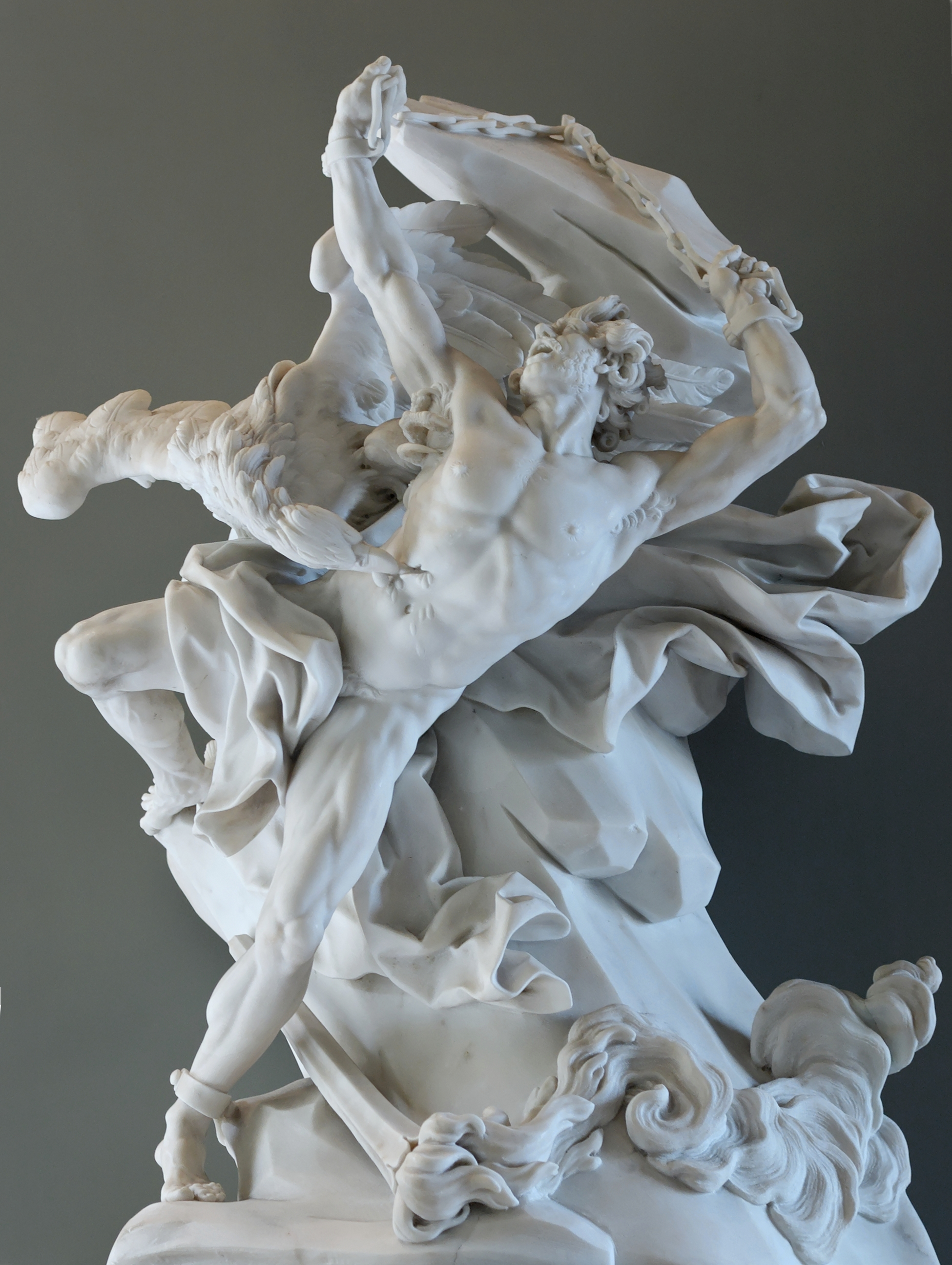
Nicolas-Sébastien Adam, Prométhée enchaîné, 1762, musée du Louvre.

### Littérature
La figure de Prométhée connaît une abondante postérité dans la littérature. Lucien de Samosate évoque son mythe dans Prométhée ou le Caucase.
En Allemagne, Goethe publie en 1774 le poème dramatique fragmentaire Prométhée, où il met en scène Prométhée comme l'incarnation d'un esprit créateur rebelle qui se retourne contre Dieu.
Au Royaume-Uni, plusieurs écrivains réinterprètent la figure de Prométhée. En 1818, l'écrivaine britannique Mary Shelley sous-titre son roman fantastique Frankenstein « Le Prométhée moderne » (Frankenstein or The Modern Prometheus). Le roman relate la tentative d'un savant, le docteur Frankenstein, pour créer artificiellement un être humain, et il confère au personnage du docteur Frankenstein une dimension prométhéenne : Frankenstein agit comme un démiurge, puis est pris de remords devant les conséquences catastrophiques de son acte. En 1820, Percy Shelley, époux de Mary Shelley, compose un poème Prometheus Unbound (Prométhée déchaîné). En 1899, l'écrivain français André Gide publie un roman Le Prométhée mal enchaîné qui met en scène Prométhée au XIXe siècle.
Pour Albert Camus, en 1946, dans l'Europe en ruines après la violence et les convulsions de l’Histoire, Prométhée incarne l’homme contemporain, persécuté et fils de la justice, qui souffre du malheur de tous en connaissance de cause : « Ô justice, ô ma mère, s'écrie Prométhée, tu vois ce qu'on me fait souffrir. » Et Hermès raille le héros : « Je suis étonné qu'étant devin, tu n'aies pas prévu le supplice que tu subis. - Je le savais, répond le révolté ».

### Musique
Ludwig van Beethoven fut inspiré par le mythe de Prométhée dans lequel il a pu s'identifier ; investi de la mission d'insuffler la vitalité, et d'apporter l'art et la connaissance aux hommes, en dépit du supplice de sa surdité grandissante qui le pousse à la solitude et à la mélancolie. Il composa la musique du ballet Les Créatures de Prométhée crée en 1801, dont le final expose le thème musical de Prométhée que l'on retrouve aussi dans les Variations héroïques op.35, dans la septième de ses 12 Contredanses, WoO 14 et dans la Symphonie no 3 (héroïque). Ces œuvres sont contemporaines de l'arrivée au pouvoir de Napoléon Bonaparte que Beethoven, sensible aux idées révolutionnaires, accueille avec enthousiasme. Le parallèle avec Prométhée est naturel, Beethoven voyant en Bonaparte avant 1805, celui par qui les idées de liberté et d'indépendance vont se propager aux hommes de toute l'Europe (idéal vite déçu puisque Beethoven rature la dédicace à Bonaparte de sa Symphonie héroïque lorsqu'il apprend que le Premier Consul s'est couronné empereur)[réf. nécessaire].
Le poème de Goethe a notamment été mis en musique par Johann Friedrich Reichardt, Schubert (Prometheus, 1819), Hugo Wolf (1889). Gabriel Fauré compose une musique de scène, Prométhée, sur un texte de Jean Lorrain et André-Ferdinand Hérold, créée en 1900 à Béziers. Le compositeur russe Alexandre Scriabine a écrit une œuvre intitulée Prométhée ou le Poème du feu datant de 1910.
Aux XXe et XXIe siècles, Prométhée est régulièrement évoqué dans des chansons relevant de genres variés. Le chanteur français Claude Nougaro compose et écrit une chanson Prométhée éditée dans son album Au New Morning en 1981. Le rappeur Akhenaton, du groupe IAM, a écrit une chanson Prométhée dans l'album Métèque et mat en 1995.
Le chanteur français Hubert-Félix Thiéfaine y fait référence dans la dernière strophe de sa chanson Ad Orgasmum Aeternum, sur l'album Soleil cherche futur paru en 1982 : « Je reviendrai narguer tes dieux,/Déguisé en voleur de feu/Et crever d'un dernier amour/Le foie bouffé par tes vautours ».
L'album du groupe de Black métal norvégien Emperor intitulé Prometheus: The Discipline of Fire & Demise fait également référence au titan Prométhée.
Le groupe de medieval rock allemand Saltatio Mortis a écrit une chanson appelée Prometheus en référence à ce mythe.
Bernard Carayon a créé la Fondation Prometheus.
Le groupe Of Montreal a écrit une chanson appelée Heimdalsgate Like A Promethean Curse.
Le groupe de métal Septic Flesh compose le titre Prometheus pour l'album Titan (2014).
« Prométhée » est le nom d'un groupe de métal originaire de Genève (Suisse) actif depuis 2008.
Une comédie musicale intitulée Les Rêves de Prométhée a été créée en France en 2023 par l’association Les Odyssées Musicales. Prométhée dans cette comédie musicale est confronté à deux autres figures divines grecques, Morphée (dieu des rêves) et Nyx (déesse de la Nuit), lors de l’avènement de la première société humaine indépendante, ainsi qu’à Héphaïstos, Arès, Athéna, Déméter, et Hadès, lorsqu’il est question de régler le sort des humains. Dans cette comédie musicale, l’harmonie céleste liée aux dieux est opposée à des rythmiques irrégulières et haletantes liées aux hommes.

### Bande dessinée
- Dans le manga japonais One Piece d'Eichirō Oda, Prométhée est un petit soleil qui accompagne Big Mom, et est le compagnon du nuage Zeus jusqu'à ce que ce dernier soit remplacé.
- Le tome 7 de la série de bande dessinée Oracle, intitulé « Le Clairvoyant » (scénariste : Antoine Tracqui ; dessinateurs : Lucio Leoni et Emanuela Negrin) et paru en 2016 aux éditions Soleil, est librement inspiré du mythe de Prométhée[56].
- La série de bande dessinée La Sagesse des mythes dirigée par Luc Ferry met en scène en 2016 Prométhée dans l'ouvrage Prométhée et la boîte de Pandore scénarisée par Clotilde Bruneau et dessinée par Giuseppe Baiguera[57].

### Jeux vidéo
- Le jeu vidéo d'action God of War 2 (2007) et God of War 3 (2010) mettent en scène le supplice de Prométhée. Le joueur doit y mettre un terme en jetant Prométhée au bûcher afin d'obtenir un nouveau pouvoir.
- Le jeu vidéo Immortals Fenyx Rising met lui aussi en scène Prométhée, revoyant Zeus, ce dernier lui contant l'histoire du jeu, postérieurement à la victoire de Fenyx sur Typhon.
- Le JRPG Chrono Trigger, évoque, Prometheus (R66-Y ou Robo), rencontrant le groupe de, Crono, ce dernier, pour avoir été réparé, aide le groupe à détruire l'intelligence artificielle de Mother Brain en 2300 A.C. Ami inséparable de, Lucca Ashtear, qui est d'élémentaire, Feu.
- Dans Hades II, le joueur incarnant Melinoë, fille d'Hadès, doit affronter Prométhée, un des boss de zone allié de Cronos.

### À l'écran

#### Cinéma
- Prométhée... banquier de Marcel L'Herbier (1921) est une transposition du mythe à l'époque contemporaine.
- Le film de science-fiction Prometheus, réalisé par Ridley Scott en 2012 et situé dans l'univers d'Alien, évoque la création involontaire des humains par une ancienne race technologiquement très avancée, les architectes, ayant auparavant été à l'origine d'une créature dangereuse appelée xénomorphe. Le titre et le sujet du film forment un parallèle avec les talents créateurs et l'imprudence de Prométhée.

#### Télévision
- Dans la série Stargate SG-1, le premier vaisseau spatial humain inspiré de technologies extraterrestres porte le nom de Prométhée, sur une suggestion du Major Samantha Carter (saison 6 épisode 11)
- Dans la série Supernatural, les frères Winchester font la rencontre d'un homme qui meurt tous les jours avant de ressusciter : il s'agit de Prométhée, devenu amnésique (Saison 8, épisode 16).
- La série animée Les Grands Mythes aborde l'histoire de Prométhée.

### Sources
- Hésiode (trad. Pierre Waltz, préf. Jérôme Vérain), Les Travaux et les Jours, Éditions Mille et Une Nuits, coll. « La petite collection » (1re éd. 2006), 65 p. (ISBN 978-2-84205-406-9).
- Hésiode (trad. du grec ancien par Annie Bonnafé, préf. Jean-Pierre Vernant), Théogonie, Paris, Payot & Rivages, coll. « La Petite Bibliothèque », 1993, 184 p. (ISBN 978-2-7436-2138-4).
- Eschyle, Prométhée enchaîné : Consulter la liste des éditions de cette œuvre .
- Luc Brisson (dir.) et Frédérique Ildefonse (trad. du grec ancien), Protagoras : Platon, Œuvres complètes, Paris, Éditions Flammarion, 2008 (1re éd. 2006), 2204 p. (ISBN 978-2-08-121810-9).
- Luc Brisson (dir.) et Monique Canto-Sperber (trad. du grec ancien), Gorgias : Platon, Œuvres complètes, Paris, Éditions Flammarion, 2008 (1re éd. 2006), 2204 p. (ISBN 978-2-08-121810-9).
- Luc Brisson (dir.) et Jean-François Pradeau (trad. du grec ancien), Philèbe : Platon, Œuvres complètes, Paris, Éditions Flammarion, 2008 (1re éd. 2006), 2204 p. (ISBN 978-2-08-121810-9).
- Luc Brisson (dir.) et Jean-François Pradeau, Le Politique : Platon, Œuvres complètes, Éditions Flammarion, 2008 (1re éd. 2006), 2204 p. (ISBN 978-2-08-121810-9).
- Émile Chambry, Émeline Marquis, Alain Billault et Dominique Goust (trad. du grec ancien par Émile Chambry), Lucien de Samosate : Œuvres complètes, Paris, Éditions Robert Laffont, coll. « Bouquins », 2015, 1248 p. (ISBN 978-2-221-10902-1), « À celui qui m'a dit : Tu es un Prométhée dans tes discours ».
- Hésiode (texte établi, traduit et commenté par Steve Girard), Les Œuvres Opportunes (Erga kaì Hêmérai), Québec, Akmè, coll. « Bilingue », 2023, 142 p.

#### Sur la postérité moderne et contemporaine de Prométhée
- Dominique Lecourt, Prométhée, Faust, Frankenstein — Fondements imaginaires de l'éthique, Synthélabo, 1996.
- Raymond Trousson, Le thème de Prométhée dans la littérature européenne, Droz, 1964, 2 vol. (2e éd. augmentée 1976 ; 3e éd. 2001  (ISBN 978-2-600-00519-7).
- Jacqueline Duchemin, Prométhée — Histoire du mythe, de ses origines orientales à ses incarnations modernes, les Belles Lettres, coll. « Vérité des mythes », Paris, 2000  (ISBN 2-251-32432-1).
- Eleni Papalexiou (2010). “Le mythe de Prométhée et ses représentations contemporaines”, Créatures et Créateurs de Prométhée, Nancy: Presses Universitaires de Nancy, p. 291-300.
- Sylvie Mullie-Chatard, De Prométhée au mythe du progrès, Mythologie de l'idéal progressiste, l’Harmattan, 2005.